# Crazy Mary
«Crazy Mary» (укр. Божевільна Мері) — пісня американської співачки Вікторії Вільямс, що вперше вийшла 1993 року у виконанні гурту Pearl Jam.

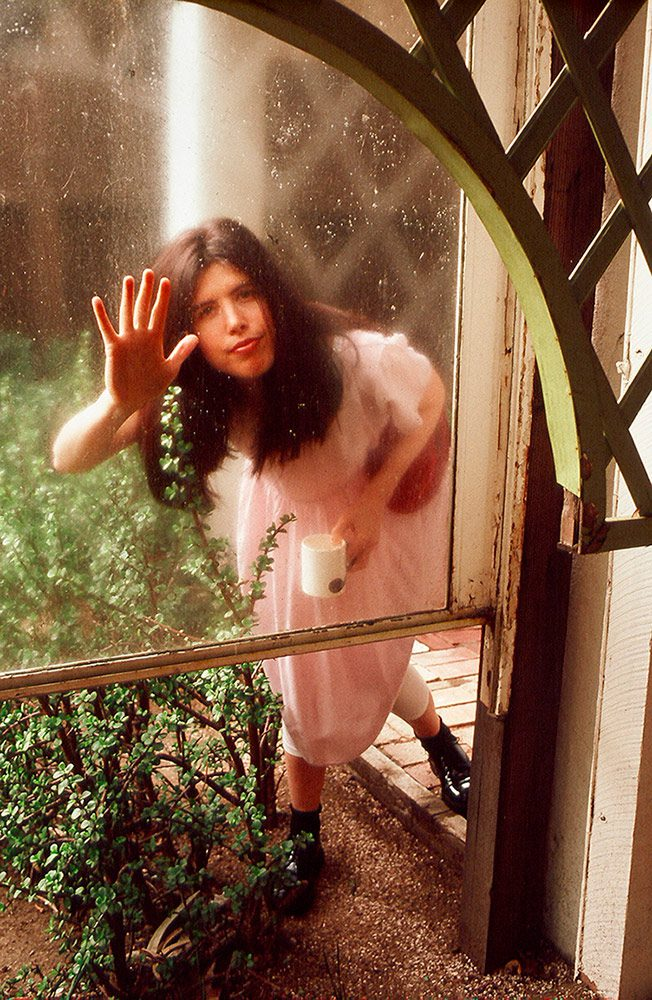
Вікторія Вільямс, 1990

Авторкою «Crazy Mary» є співачка з Луїзіани Вікторія Вільямс. 1992 року у неї виявили розсіяний склероз, проте вона продовжувала писати пісні. 1993 року відомі музиканти, серед яких гурти Soul Asylum, Pearl Jam, Лу Рід та інші, записали на підтримку Вільямс благодійний альбом, який отримав назву Sweet Relief: A Benefit for Victoria Williams. Хоча більшу частину пісень було взято з перших двох альбомів співачки Happy Come Home та Swing the Statue, він містив дві нові пісні, які сама Вільямс ще не встигла записати — «Crazy Mary» та «This Moment».
«Crazy Mary» вперше записали сіетльські рокери з гранджового гурту Pearl Jam. В пісні розповідається про божевільну жінку, яка «жила в старій брезентовій халупі на південній стороні міста, на іншій стороні колії». Спокійна композиція починається під акомпанемент гітари, але згодом до неї долучаються інші інструменти, зокрема, орган у виконанні продюсера Pearl Jam Брендана О'Браєна. В записі взяла участь і сама Вільямс, зігравши на гітарі та заспівавши разом з фронтменом Pearl Jam Едді Веддером. За словами Веддера, він був вражений історією Вільямс, та вважав, що пісня допомогає краще цінити власне життя.
«Crazy Mary» було записано наживо під час студійних сесій для наступного альбому Pearl Jam Vs., проте пісня не увійшла до платівки. 1993 року версія Pearl Jam потрапила на збірку Sweet Relief, а 1994 року Вільямс випустила власний варіант на третьому сольному студійному альбомі Loose. Хоча Pearl Jam не видали її окремим комерційним синглом, «Sweet Mary» була досить популярною на радіо, восени 1993 року посівши 26 місце в чарті Billboard Mainstream Rock та 8 місце в хіт-параді Alternative Rock. 2003 року концертна версія пісні потрапила до альбому Pearl Jam Live at the Garden. 2011 року оригінальну версію «Crazy Mary» було опубліковано бонус-треком до ювілейного перевидання альбому Vs.
Концертний дебют пісні відбувся 6 вересня 1993 року у Портленді. Pearl Jam зіграли її лише декілька разів протягом наступних п'яти років. Починаючи з 1998 року «Crazy Mary» повернулась до їхнього репертуару і зазвичай закінчувалась «дуеллю» гітариста Майка Маккріді та клавішника Бума Гаспара. Всього гурт виконав її на концертах понад 170 разів.